# Бредер, Тони
Антон (Тони) Бредер (нем. Anton (Toni) Breder, 18 ноября 1925, Зарлуи — 5 августа 1989, Саарбрюккен) — немецкий легкоатлет, выступавший в прыжках в длину, западногерманский спортивный функционер. Участник летних Олимпийских игр 1952 года.

## Биография
Тони Бредер родился 18 ноября 1925 года в немецком городе Зарлуи.
Выступал в легкоатлетических соревнованиях за «Саар-05» из Саарбрюккена.
В 1952 году вошёл в состав сборной Саара на летних Олимпийских играх в Хельсинки. В квалификации прыжков в длину занял 19-е место, показав результат 6,88 метра и уступив 21 сантиметр худшим из попавших в финал. Был знаменосцем сборной Саара на церемонии открытии Олимпиады.
После завершения выступлений стал спортивным функционером. В 1955—1968 годах был директором легкоатлетической ассоциации Саара, в 1961—1974 годах — её статистиком. До 1989 года был исполнительным директором спортивной ассоциации Саара.
Федерация лёгкой атлетики ФРГ наградила Бредера в 1962 году серебряным знаком, в 1971 году — золотым.
Умер 5 августа 1989 года в западногерманском городе Саарбрюккен.

## Личный рекорд
- Бег на 100 метров — 11,0 (1953)
- Бег на 200 метров — 23,0 (1952)
- Прыжки в длину — 7,30 (1952)

## Семья
Жена — Лотте Хофман, легкоатлетка, выступавшая в беге на короткие дистанции, прыжках в длину и высоту.
Дочь — Андреа Бредер (род. 1964), легкоатлетка, выступавшая в прыжках в длину и высоту. В 1981 году стала чемпионкой Европы среди молодёжи.